# Piacenza Calcio 1981-1982
Questa pagina raccoglie le informazioni riguardanti il Piacenza Calcio nelle competizioni ufficiali della stagione 1981-1982.

## Stagione
Nella stagione 1981-1982 il Piacenza ha disputato il girone A del campionato di Serie C1. Con 30 punti si è piazzato in dodicesima posizione di classifica; il torneo è stato vinto con 49 punti dall'Atalanta, davanti al Monza con 47 punti, ed entrambe sono state promosse in Serie B. Scendono in Serie C2 Rhodense, Mantova, Alessandria e Sant'Angelo Lodigiano.
La stagione parte con il riconfermato allenatore Bruno Fornasaro ed una formazione che pare rafforzata, ma il progetto si rallenta quasi subito, a sorpresa il tecnico viene esonerato dopo poche giornate, ancora in ottobre, dopo la sconfitta interna (2-3) con la Triestina, al suo posto viene chiamato Pier Luigi Meciani, con lui arriva qualche rinforzo novembrino che assicura esperienza. Ma la stagione piacentina non si ravviva, continua in una zona medio bassa di classifica fino al termine del torneo. Unica sorpresa positiva della stagione biancorossa, il ventunenne centravanti Armando Mulinacci, arrivato dal Sant'Angelo, piccolo svelto e buon realizzatore, segna 13 reti, 1 in Coppa Italia e 12 in campionato.
Nella Coppa Italia di Serie C il Piacenza disputa prima del campionato, il settimo girone di qualificazione, che promuove il Mantova ai sedicesimi di finale del torneo.

## Rosa
| N. |                   | Ruolo | Calciatore            |
| -- | ----------------- | ----- | --------------------- |
|    | Italia (bandiera) | A     | Emiliano Boi          |
|    | Italia (bandiera) | C     | Riccardo Cenci        |
|    | Italia (bandiera) | D     | Mauro Della Bianchina |
|    | Italia (bandiera) | C     | Antonio Di Carlo      |
|    | Italia (bandiera) | A     | Alfio Filosofi        |
|    | Italia (bandiera) | C     | Antonio Fontanesi     |
|    | Italia (bandiera) | D     | Andrea Maiani         |
|    | Italia (bandiera) | D     | Alberto Mariani       |
|    | Italia (bandiera) | C     | Denis Mendoza         |
|    | Italia (bandiera) | A     | Armando Mulinacci     |

| N. |                   | Ruolo | Calciatore          |
| -- | ----------------- | ----- | ------------------- |
|    | Italia (bandiera) | A     | Francesco Palo      |
|    | Italia (bandiera) | D     | William Pederzoli   |
|    | Italia (bandiera) | A     | Mario Pini          |
|    | Italia (bandiera) | P     | Gian Nicola Pinotti |
|    | Italia (bandiera) | D     | Claudio Simoni      |
|    | Italia (bandiera) | C     | Evert Skoglund      |
|    | Italia (bandiera) | C     | Paolo Tuttino       |
|    | Italia (bandiera) | D     | Roberto Valentini   |
|    | Italia (bandiera) | P     | Stefano Veneziani   |
|    | Italia (bandiera) | C     | Giovanni Zanotti    |

## Risultati

### Campionato

#### Girone di andata
| Arbitro: | Sguizzato (Verona) |

|              |           |              |
| Pasquali 35’ | Marcatori | 5’ Mulinacci |

| Piacenza 27 settembre 1981 2ª giornata | Piacenza            | 0 – 0 | Trento | Stadio Galleana\| Arbitro: \| Bruschini (Firenze) \| |
| Arbitro:                               | Bruschini (Firenze) |       |        |                                                      |

| Arbitro: | Greco (Lecce) |

|           |           |  |
| Cenci 17’ | Marcatori |  |

| Arbitro: | Pampana (Pisa) |

|                                     |           |                                  |
| Allievi 45+1’ Cesati 65’ Aselli 78’ | Marcatori | 25’ Mulinacci 88’ (aut.) Biagini |

| Arbitro: | Pellicanò (Reggio Calabria) |

|                         |           |                                           |
| Cenci 52’ Mulinacci 84’ | Marcatori | 17’ Dreolini 20’ Leonarduzzi 59’ De Falco |

| Arbitro: | Rufo (Roma) |

|             |           |  |
| Manarin 63’ | Marcatori |  |

| Arbitro: | Lamorgese (Potenza) |

|               |           |               |
| Mulinacci 10’ | Marcatori | 64’ Francisca |

| Empoli 8 novembre 1981 8ª giornata | Empoli               | 0 – 0 | Piacenza | Stadio Comunale\| Arbitro: \| Valente (Monfalcone) \| |
| Arbitro:                           | Valente (Monfalcone) |       |          |                                                       |

| Arbitro: | Marchese (Napoli) |

|                                         |           |  |
| Cenci 15’ Mulinacci 40’ (rig.) Pini 64’ | Marcatori |  |

| Arbitro: | Laudato (Taranto) |

|                        |           |  |
| Saini 4’ Peroncini 88’ | Marcatori |  |

| Arbitro: | Damiani (Ascoli Piceno) |

|          |           |  |
| Pini 89’ | Marcatori |  |

| Arbitro: | Vallesi (Pisa) |

|                  |           |  |
| Pezzato 82’, 87’ | Marcatori |  |

| Arbitro: | Testa (Prato) |

|                   |           |             |
| Magrin 55’ (aut.) | Marcatori | 76’ Madonna |

| Arbitro: | Marchese (Napoli) |

|                   |           |  |
| Vitale 30’ (rig.) | Marcatori |  |

| Arbitro: | Marascia (Roma) |

|                                       |           |                  |
| Mulinacci 43’ Cenci 49’ Fontanesi 89’ | Marcatori | 50’ (rig.) Picco |

| Treviso 10 gennaio 1981 16ª giornata | Treviso       | 0 – 0 | Piacenza | Stadio Omobono Tenni\| Arbitro: \| Greco (Lecce) \| |
| Arbitro:                             | Greco (Lecce) |       |          |                                                     |

| Arbitro: | Bruschini (Firenze) |

|  |           |                                          |
|  | Marcatori | 3’ (aut.) Pederzoli 69’ Perrone 78’ Grop |

#### Girone di ritorno
| Arbitro: | Tuveri (Cagliari) |

|  |           |              |
|  | Marcatori | 81’ Di Prete |

| Trento 31 gennaio 1982 19ª giornata | Trento       | 0 – 0 | Piacenza | Stadio Briamasco\| Arbitro: \| Bin (Torino) \| |
| Arbitro:                            | Bin (Torino) |       |          |                                                |

| Arbitro: | Creati (Acireale) |

|  |           |               |
|  | Marcatori | 25’ Mulinacci |

| Arbitro: | Da Pozzo (Monza) |

|                           |           |  |
| Mulinacci 59’ Zanotti 89’ | Marcatori |  |

| Arbitro: | Cerquoni (Macerata) |

|                   |           |             |
| De Falco 22’, 40’ | Marcatori | 56’ Tuttino |

| Piacenza 28 febbraio 1982 23ª giornata | Piacenza     | 0 – 0 | Mantova | Stadio Galleana\| Arbitro: \| Bin (Torino) \| |
| Arbitro:                               | Bin (Torino) |       |         |                                               |

| Arbitro: | Bruschini (Firenze) |

|             |           |              |
| Codogno 71’ | Marcatori | 88’ Di Carlo |

| Arbitro: | Falsetti (Roma) |

|                                   |           |  |
| Zanotti 4’ Pini 13’ Mulinacci 80’ | Marcatori |  |

| Arbitro: | Luci (Firenze) |

|                |           |  |
| Garavaglia 52’ | Marcatori |  |

| Piacenza 4 aprile 1982 27ª giornata | Piacenza           | 0 – 0 | Monza | Stadio Galleana\| Arbitro: \| De Marchi (Novara) \| |
| Arbitro:                            | De Marchi (Novara) |       |       |                                                     |

| Arbitro: | Baldi (Roma) |

|               |           |               |
| Bertazzon 17’ | Marcatori | 48’ Mulinacci |

| Arbitro: | Amendolia (Messina) |

|                           |           |             |
| Mulinacci 44’ (rig.), 54’ | Marcatori | 11’ Pezzato |

| Arbitro: | Grava (Conegliano) |

|                          |           |  |
| B. Mutti 5’ Bertuzzo 35’ | Marcatori |  |

| Arbitro: | Barbarici (Cagliari) |

|                        |           |                       |
| Cenci 53’ Di Carlo 65’ | Marcatori | 1’, 83’ (rig.) Vitale |

| Sant'Angelo Lodigiano 16 maggio 1982 32ª giornata | Sant'Angelo       | 0 – 0 | Piacenza | Stadio Carlo Chiesa\| Arbitro: \| Dal Forno (Ivrea) \| |
| Arbitro:                                          | Dal Forno (Ivrea) |       |          |                                                        |

| Arbitro: | E. Tarantola (Genova) |

|          |           |                   |
| Pini 30’ | Marcatori | 85’ (aut.) Maiani |

| Arbitro: | Caprini (Perugia) |

|                         |           |           |
| Grop 6’ (rig.) Donà 71’ | Marcatori | 29’ Cenci |

### Coppa Italia

#### Settimo girone
| Arbitro: | Ongaro (Rovigo) |

|  |           |              |
|  | Marcatori | 35’ Aguzzoni |

| Arbitro: | Vallesi (Pisa) |

|                        |           |              |
| Manarin 27’ Facchi 43’ | Marcatori | 7’ Pederzoli |

| 30 agosto 1981 3ª giornata |  | – Turno riposo Piacenza |  |  |

| Arbitro: | Bin (Torino) |

|  |           |               |
|  | Marcatori | 32’ Mulinacci |

| Arbitro: | De Marchi (Novara) |

|                        |           |                            |
| Di Carlo 28’, 38’, 76’ | Marcatori | 37’, 90’ Gambin 51’ Facchi |

| 13 settembre 1981 6ª giornata |  | – Turno riposo Piacenza |  |  |